# Marinkelle-Schwertnase

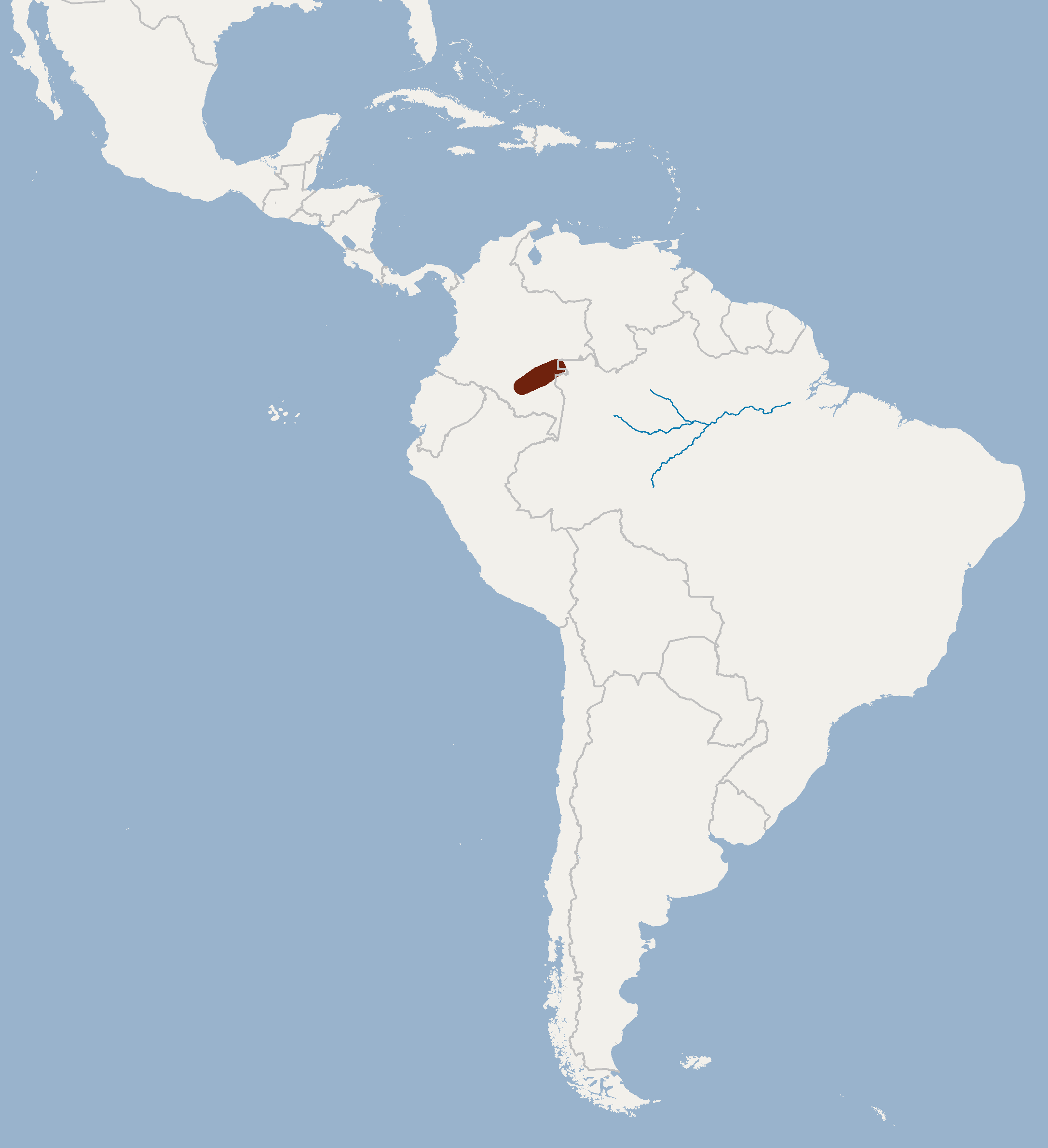
Skizze des Verbreitungsgebiets

Die Marinkelle-Schwertnase (Lonchorhina marinkellei) ist ein im nördlichen Südamerika verbreitetes Fledertier in der Unterfamilie der Lanzennasen. Einige Exemplare der Nördlichen Schwertnase (Lonchorhina inusitata) wurden bis in die 1990er Jahre fälschlich dieser Art zugerechnet. Der Artzusatz im wissenschaftlichen Namen ehrt den Tiersammler Cornelius J. Marinkelle, der das Typusexemplar fing.

## Merkmale
Diese Fledermaus ist mit einer Gesamtlänge von 129 bis 139 mm, inklusive eines 57 bis 64 mm langen Schwanzes und mit 59 bis 64 mm langen Unterarmen einer der größten Vertreter ihre Gattung. Sie hat 17 bis 19 mm lange Hinterfüße und 34 bis 38 mm lange Ohren. Typisch ist das schwertförmige Nasenblatt, das bis zu 36,6 mm lang und 12,4 mm breit werden kann. Die Art hat oberseits langes dunkelbraunes Fell, das am Hals und auf dem Kopf heller ist. Die heller braune Unterseite wird durch weiße Haarspitzen erzeugt. An den Ohren ist ein großer etwa 19 mm langer Tragus vorhanden. Die Marinkelle-Schwertnase hat schwarze Flughäute, auf denen sich nur wenige Haare befinden. Sie besitzt einen Fersensporn (Calcar), der in der Länge den Füßen entspricht oder etwas länger ist. Die Art hat keinen Scheitelkamm. Vom Schwanz ragt nur der letzte Schwanzwirbel aus der Schwanzflughaut heraus. Die Zahnformel lautet I 2/2, C 1/1, P 2/3, M 3/3, was 34 Zähne im Gebiss ergibt.

## Verbreitung
Die Art lebt im Süden von Kolumbien und erreicht möglicherweise Brasilien und Peru. Sie hält sich im Hügelland zwischen 180 und 240 Meter Höhe auf. Die Tiere halten sich in Savannen, anderen Grasländern und vermutlich Wäldern auf. Manche Hügel der Region ähneln Inselbergen.

## Lebensweise
Die nachtaktive Marinkelle-Schwertnase ruht am Tage in Höhlen und Felsspalten. Sie bildet kleinere Gruppen und teilt das Versteck gelegentlich mit der Brillenblattnase, mit Lampronycteris brachyotis oder mit der Kleinen Hundskopffledermaus. Aufgrund des Körperbaus wird angenommen, dass die Art Insekten im Schwebeflug fängt. Ein Weibchen war im August mit einem Embryo trächtig.

## Gefährdung
Der Bestand ist durch die Umwandlung der Landschaft in Weideland bedroht. Der Anbau von Drogenpflanzen und damit zusammenhängende Konflikte wirken sich negativ aus. Die Fundplätze liegen weit auseinander. Deswegen wird die Marinkelle-Schwertnase von der IUCN als gefährdet (vulnerable) gelistet.